# Донген, Кес ван
Кес ван Донген (нидерл. Kees van Dongen; настоящее имя нидерл. Cornelis Theodorus Maria van Dongen; 26 января 1877 года, Дельфсхафен близ Роттердама — 28 мая 1968 года, Монте-Карло) — нидерландский художник, один из основоположников фовизма. Наиболее известен как автор стилизованных женских портретов. Кес ван Донген — брат скульптора Жана ван Донгена (фр.).

## Биография
Родился в Дельфсхафене. Он был в семье вторым из четырёх детей. В 1892—1897 годах учился в Королевской Академии изящных искусств в Роттердаме; от этого периода в творчестве ван Донгена остались многочисленные зарисовки сцен с участием матросов и проституток, сделанные художником в городском квартале красных фонарей. Вдохновлённый идеями анархизма, в 1895 году он проиллюстрировал голландское издание книги Петра Кропоткина «Анархия».
С 1899 года ван Донген жил в Париже, участвуя в различных выставках, в том числе в знаменитом Осеннем салоне 1905 года на котором также экспонировались работы Анри Матисса. Яркие краски их произведений станут источником названия новой группы живописцев: фовисты. Картины несли зрителям ощущение силы и энергии, из-за чего французский критик Луи Воксель сравнил художников с дикими зверями (фр. les fauves).

Одновременно с фовизмом, ван Донген являлся участником немецкой группы экспрессионистов «Мост» и рисовал карикатуры для парижской газеты La Revue blanche. Примерно в это же время Ван Донген пишет портрет Фернанды Оливье, который, как пишет Гертруда Стайн в «Автобиографии Алисы Б. Токлас», принес ему известность. По словам Стайн: 
Ван-Донген конечно же отрицал что эта картина была портретом Фернанды, хотя она ему и позировала, и по этому поводу изливалось много яду. Ван-Донген в то время бедствовал, у него была голландская жена-вегетарианка и питались они только шпинатом. Ван-Донген часто сбегал от шпината в какое-нибудь заведение на Монмартре где он ел и пил на деньги девиц.
В 1911 году женился на художнице Августе Прайтингер, с которой познакомился в Академии. У них было двое детей: сын умер через пару дней после рождения в декабре 1901 года, а их дочь, Долли, родилась 18 апреля 1905 года. Во время Первой мировой Донген находился в Роттердаме, а после возвращения в Париж к нему стали обращаться состоятельные люди, желая заказать у него свои портреты.
С некоторым цинизмом он объяснял свою популярность в качестве портретиста среди женщин из высшего общества: «Главное — это удлинить женщин и особенно сделать их стройными. После этого остается только увеличить их драгоценности. Они восхищены». Это замечание напоминает другое его высказывание: «Живопись — самая красивая форма лжи».
В 1926 году ван Донген иллюстрировал французское издание скандального романа Виктора Маргерита «Холостячка» (фр. «La Garçonne»).
В 1929 году ван Донген получил французское гражданство. Его поздние работы (в их числе, в частности, портрет Бриджит Бардо 1958 года) пользовались коммерческим успехом, однако мало напоминали об эротизме и ярких красках начала его карьеры.
Шесть работ ван Донгена имеются в Государственном Эрмитаже.

## Настоящее время
В феврале 2008 года полотно ван Донгена Ouled Naïl было продано по рекордной цене 7,5 миллионов евро на лондонских торгах аукционного дома Christie’s.
1 февраля 2010 года работы художника La Gitane (The Gypsy) и Les escarpins mauves были проданы за 8 с лишним миллионов евро и 2,3 миллиона евро соответственно.